# Akira Sone
Akira Sone (en japonés: 素根輝, Sone Akira; Kurume, 9 de julio de 2000) es una deportista japonesa que compite en judo.
Participó en dos Juegos Olímpicos de Verano, obteniendo tres medallas, dos en Tokio 2020, oro en la categoría de +78 kg y plata en el equipo mixto, y plata en París 2024, en el equipo mixto. En los Juegos Asiáticos de 2018 obtuvo una medalla de oro en la categoría de +78 kg.
Ganó dos medallas de oro en el Campeonato Mundial de Judo, en los años 2019 y 2023, y una medalla de oro en el Campeonato Asiático de Judo de 2022.

## Palmarés internacional
| Juegos Olímpicos    | Juegos Olímpicos       | Juegos Olímpicos | Juegos Olímpicos |
| Año                 | Lugar                  | Medalla          | Categoría        |
| ------------------- | ---------------------- | ---------------- | ---------------- |
| 2020                | Tokio (Japón)          | Medalla de oro   | +78 kg           |
| 2020                | Tokio (Japón)          | Medalla de plata | Equipo mixto     |
| 2024                | París (Francia)        | Medalla de plata | Equipo mixto     |
| Campeonato Mundial  |                        |                  |                  |
| Año                 | Lugar                  | Medalla          | Categoría        |
| 2019                | Tokio (Japón)          | Medalla de oro   | +78 kg           |
| 2023                | Doha (Catar)           | Medalla de oro   | +78 kg           |
| Juegos Asiáticos    |                        |                  |                  |
| Año                 | Lugar                  | Medalla          | Categoría        |
| 2018                | Yakarta (Indonesia)    | Medalla de oro   | +78 kg           |
| Campeonato Asiático |                        |                  |                  |
| Año                 | Lugar                  | Medalla          | Categoría        |
| 2022                | Nursultán (Kazajistán) | Medalla de oro   | +78 kg           |